# Varg i Finland

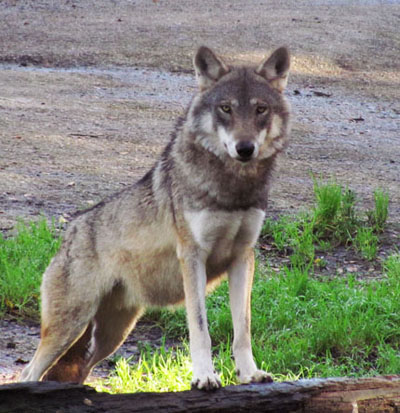
Varg i Etseri djurpark, Finland.

Vargarna i Finland är gråvargar, eurasisk varg (Canis lupus lupus). De tillhör de nordliga vargarna, som lever i Nordamerika, Europa och i norra Asien och har stor hjärna och starka rovdjurständer. De har funnits i Finland i betydande utsträckning alltsedan istidens slut.

## Historik
I Finland skedde en tillbakagång i vargstammarna under 1800-talets första hälft. Årligen dödades då dödades i 300–400 vargar. Under 1880-talet sjönk den officiella avskjutningen i landet från omkring 400 till cirka 20 vargar. Vid 1880-talets början fanns varg över i stort sett hela Finland, men vid sekelskiftet var arten i stort sett försvunnen från de sydliga och centrala delarna av Finland. Tillbakagången fortsatte under de påföljande årtiondena, men därefter kom såväl population som utbredningsområde att variera en del. Detta berodde främst på vargens förflyttningar över gränsen mellan Finland och dåvarande Sovjetunionen. Sedan 1950 har Finland mottagit två synnerligen märkbara invandringsvågor av varg från Sovjetunionen, den första 1959–1963 och den andra 1976–1977. Finska forskare hade 1968 fått börja använda gränspatrullerna vid den sovjetiska gränsen för registrering av spår. Observationerna dessa patruller gjorde visade mycket tydligt ökningen 1976–77. Under perioden 1968–1978 registrerade patrullerna drygt 4000 spår av varg över gränsen, och av dessa tillkom över 1200 under 1977. Invandringsvågen 1976-1977 visar god överensstämmelse med uppgifter från forskare i den Sovjetiska delen av Karelen om en tredubblad vargstam där från 1966 till 1976.
Inom renskötselområdet är vargjakt tillåten från 1 november till 31 mars, medan arten i övriga Finland är fridlyst. I delar av Karelen söder om renskötselområdet medges även en begränsad skyddsjakt. Jakten i renskötselområdet bedrivs med stöd av undantag som Finland fått
både i Bernkonventionen och i EU:s art och habitatdirektiv.

## Ordetsusi
Det finska ordet för varg, susi, anses vara ett indoeuropeiskt lånord vars ursprungliga betydelse var "hund". Användningen av lånord för varg inom finsk-ugriska språk kan ha samband med att samhällets ekonomi vid den tid då ordet etablerades var baserat på jordbruk, inte på jakt och samlande.

## Vargattacker mot människor i Finland
Linnell et al. 2003 studerar 77 fall då människor blivit dödade av vargar i Finland; dessa dödsfall har bedömts som tillräckligt säkerställda för att uppgifterna skall kunna bli föremål för vetenskaplig publikation.
Enligt den sammanställning som Lappalainen har gjort av uppgifter hämtade från finska kyrkböcker från åren 1710-1881 har han funnit stöd för att 175 registrerade vargangrepp med dödlig utgång skall ha ägt rum i Finland under perioden.

### Vargattacker mot människor i Finland under 1800-talet

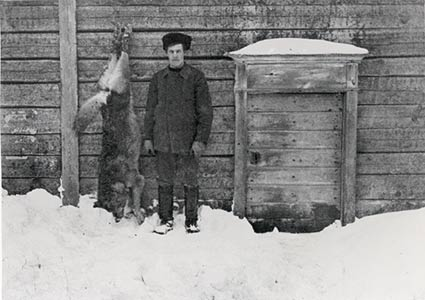
Ilmari Takkala med en varg som dödades i Karstula 1911.

Från januari 1831 fram till sommaren 1832 skall åtta barn och en vuxen kvinna ha dödats av varg i Kaukola, och det antas att en varg dödade samtliga. 1836 dödades tre barn av vargar i Kimito.
Från 1839 till 1850 dödades 20 barn av varg i Kivinebb, och det har antagits att samtliga blev dödade av samma varg eller av samma vargflock. 1877 attackerades tio barn i Tammerfors och nio av dessa dog till följd av skador de åsamkades. Från 1879 till 1882 dödade ett vargpar, de så kallade Åbovargarna, ett stort antal barn inom elva församlingar i Egentliga Finland. Enligt äldre uppgifter skall det ha varit 22 barn som dödades. Nyare forskning tyder emellertid på att 35 barn kan ha blivit dödade. Allteftersom antalet dödade barn växte sattes allt större ansträngningar in för att döda vargarna, och jägare från Ryssland och Litauen anlitades, liksom den finska armén. Slutligen lyckades man skjuta en varghona i januari 1882, och 12 dagar senare blev en varghane förgiftad, varefter vargattackerna upphörde. 
Dessutom finns det tidningsuppgifter på att flera barn skall ha blivit dödade. En 12-årig flicka dödades i Euraåminne 1859, en pojke på 8 år dödades i Nykyrka 1882 och samma år blev en pojke skadad i Sordavala. Det var inte ovanligt att man fångade vargvalpar på sommaren för att få högre skottpeng för dem på vintern; det är möjligt att vargarna som dödade mänskor rymt ur sådan fångenskap, även om det inte finns några bevis.

## Debatten om varg i Finland
Debatten om varg i Finland kan i stor utsträckning anses likna övriga Europas; således torde det tidigare ha förelegat en allmän konsensus om att vargen var ett skadedjur. Efter andra världskrigets slut kom andra uppfattningar att vinna anhängare.